# Dicranomyia (Dicranomyia) sulphuralis
Dicranomyia (Dicranomyia) sulphuralis is een tweevleugelige uit de familie steltmuggen (Limoniidae). De soort komt voor in het Australaziatisch gebied.